# 豪威尔 (犹他州)
豪威尔（英文：Howell），是美国犹他州博克斯埃尔德县下属的一座城市。建市于 1910年，面积大约为35.55平方英里（92.1平方公里），海拔约为4,560英尺（1,390米）。根据2010年美国 人口普查，该市有人口245人。